# Szepes (comitat)
Ne doit pas être confondu avec Spiš.
Szepes (hongrois : Szepes [ˈsɛpɛʃ] ou Szepes vármegye ; allemand : Zips ; latin : Comitatus Scepusiensis ou Scepusium ; slovaque : Spiš ; polonais : Spisz) est un ancien comitat de la Grande Hongrie, au sein de l'Autriche-Hongrie, formant aujourd'hui la région historique transfrontalière du Spich en Slovaquie et en Pologne.

## Histoire
Le Spich, région de colonisation allemande au Moyen Âge (bûcherons et mineurs) devient un comitat du royaume de Hongrie au XVIe siècle. Au début du XIVe siècle du comitat de Szepes est formé de plusieurs enclaves dans les comitats hongrois voisins et dans le royaume de Pologne, auquel il appartint par périodes. Le comitat royal devient nobiliaire en 1300. Il fut unifié et agrandi 1563, et une chambre locale issue de la Chambre des pairs (kastély) de Hongrie - institution suprême pour les finances et l'économie du royaume - fut responsable de la Slovaquie orientale et des territoires adjacents (i.e un territoire plus important que le seul comitat de Szepes). Cette chambre, appelée "Chambre de Szepes" (Szepesi kamara en hongrois, Die Zipser Kammer en allemand) perdura jusqu'à la révolution hongroise de 1848. Son siège était la ville de Kassa, parfois transféré dans la cité d'Eperjes. En 1918, lorsque la république démocratique de Hongrie se disloque, le Spich devient tchécoslovaque, ce qui est officialisé en 1920 par le traité de Trianon qui partage son territoire entre les républiques tchécoslovaque (86 % de la superficie de 1910) et la polonaise (14 % de la superficie). Aujourd'hui le Spich se trouve dans le sud de la Pologne (voïvodie de Petite-Pologne) et dans le nord de la Slovaquie (région de Prešov).

## Localisation
En 1910, le comitat de Spiš avait une superficie de 3 668 km2 pour 172 867 habitants ce qui correspond à 47,1 hab./km2. La capitale était Levoča.

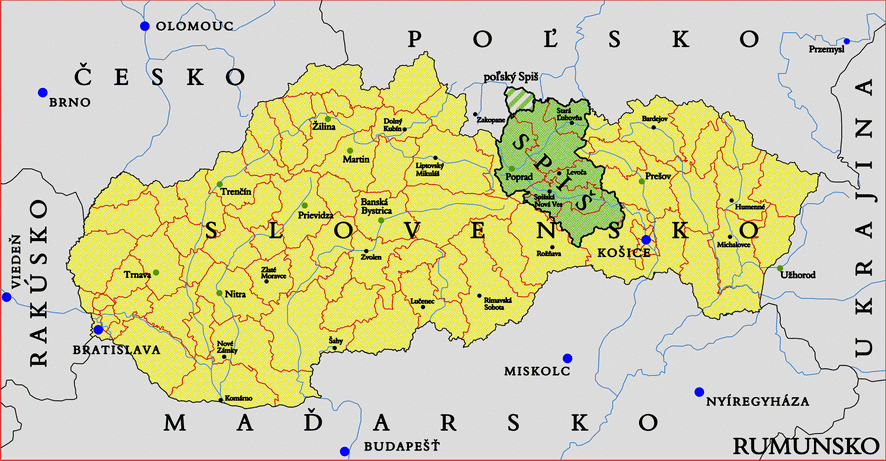
Localisation en Slovaquie

## Population
Répartition ethnique de la population selon les recensements de 1869 (1900, 1910) :
- Slovaques 50,4 % (58,2 %, 58,0 %) (chiffres incluant les montagnards polonais górales du Spich, à la spécificité non reconnue par les autorités hongroises de l'époque)
- Allemands 35,0 % (25,0 %, 25,0 %)
- Ruthènes 13,8 % (8,4 %, 8,0 %)
- Hongrois 0,7 % (6,0 %, 6,0 %)

## Organisation administrative

### Districts
Depuis le début du XVe siècle, le comitat est divisé en 3 districts (1598-1773) dénommés :
- Processus primus
- Processus secundus
- Processus tertius

En 1798 sous le regne de Joseph II augmente ce nombre à 4 :
- Processus Montanus
- Processus Leuchoviensis
- Processus Maguranus
- Processus Carpaticus au début du XIXe siècle, il fut nommé Processus Sub-Carpaticus

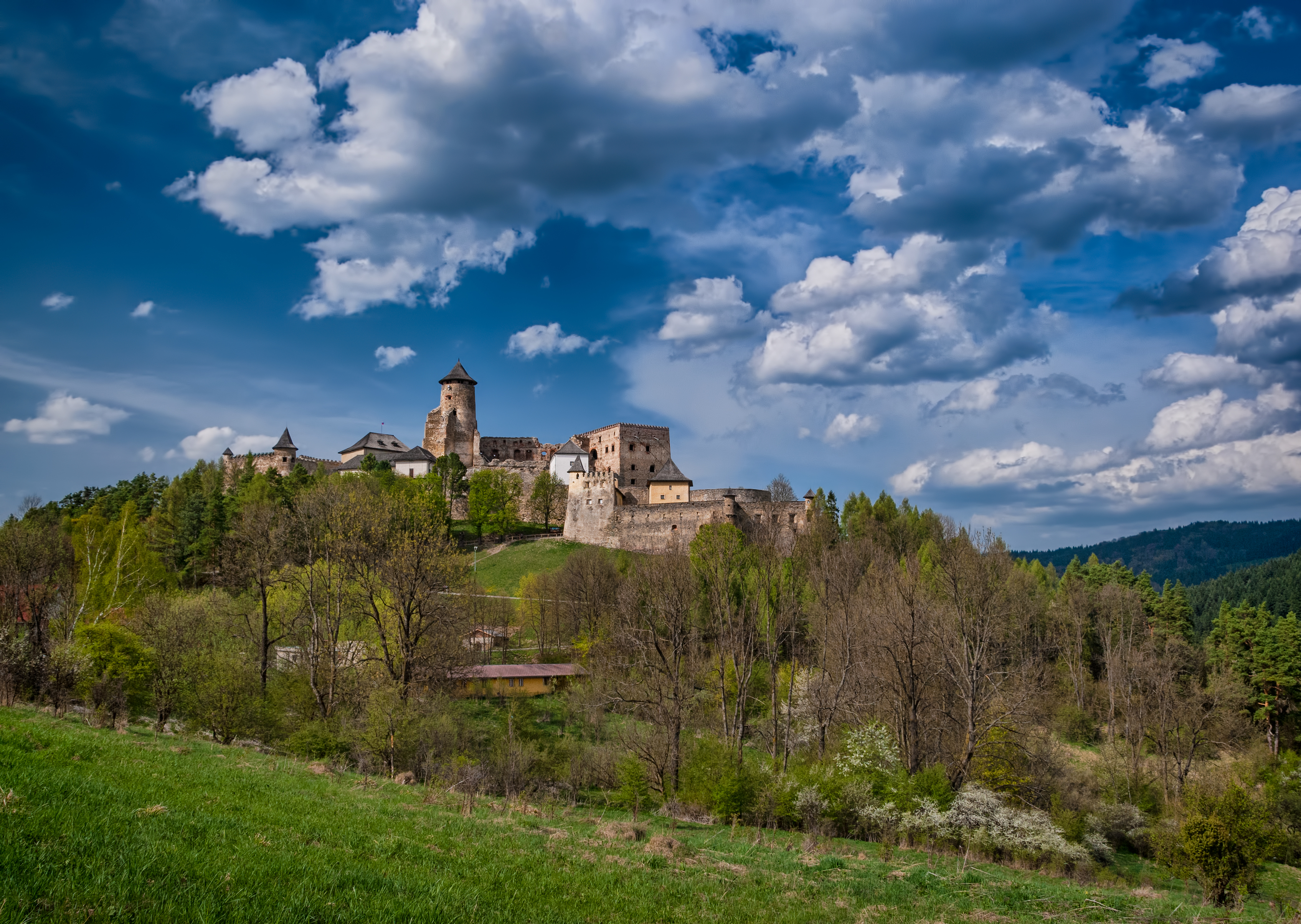
Château de Ľubovňa, à Stará Ľubovňa.

Durant la seconde partie du XIXe siècle, le comitat de Spiš est divisé en 6 district puis en 8 districts :
- Gelnica (hongrois : Gölnicbánya)
- Kežmarok (hongrois : Késmárk)
- Levoča (hongrois : Lőcse)
- Spišská Nová Ves (hongrois : Igló)
- Spišská Stará Ves (hongrois : Szepesófalu)
- Spišská Sobota (hongrois : Szepesszombat, fait partie actuellement de la ville de Poprad)
- Spišské Podhradie (hongrois : Szepesváralja)
- Stará Ľubovňa (hongrois : Ólubló).

### Villes
- Gelnica (hu:Gölnicbánya)
- Kežmarok (hu:Késmárk)
- Levoča (hu:Lőcse)
- Ľubica (hu:Leibic)
- Poprad (hu:Poprád (település))
- Spišská Belá (hu:Szepesbéla)
- Spišská Nová Ves (hu:Igló)
- Spišské Podhradie (hu:Szepesváralja)
- Spišské Vlachy (hu:Szepesolaszi)